# هنلی، ساسکاچوان
هنلی، ساسکاچوان (به انگلیسی: Hanley, Saskatchewan) یک منطقهٔ مسکونی در کانادا است که در ساسکاچوان واقع شده‌است. هنلی ۲٫۶۵ کیلومتر مربع مساحت و ۵۲۲ نفر جمعیت دارد.